# مالدنیا
مالدنیا (به لاتین: Maldeniya) یک منطقهٔ مسکونی در در سری‌لانکا است که در استان مرکزی (سری‌لانکا) واقع شده‌است.